# Vištytis
Vištytis (polsky Wisztyniec, německy Wystiten, rusky Віштынец) je malé město v okrese Vilkaviškis v Marijampolském kraji v jižní Litvě. Nachází se na litevsko-ruské hranici na severním okraji jezera Vištytis.

## Historie a současnost
První písemný doklad o místě pochází z roku 1538. V 19. století město proslulo výrobou kartáčů. Během první světové války bylo roce 1915 město zpustošeno carským ruským vojskem. V roce 1939 po paktu Ribbentrop-Molotov, byla Litva až po hranici u města Vištytis okupována sovětskými vojsky. Prakticky okamžitě po zahájení operace Barbarossa dne 22. června 1941 bylo město dobyto silami Wehrmachtu nacistického Německa. Následně během holokaustu byli všichni místní Židé včetně dětí zavražděni a to především místními kolaboranty, což připomíná také místní památník. Ve městě se nacházejí architektonicky cenné stavby městské architektury.

## Galerie

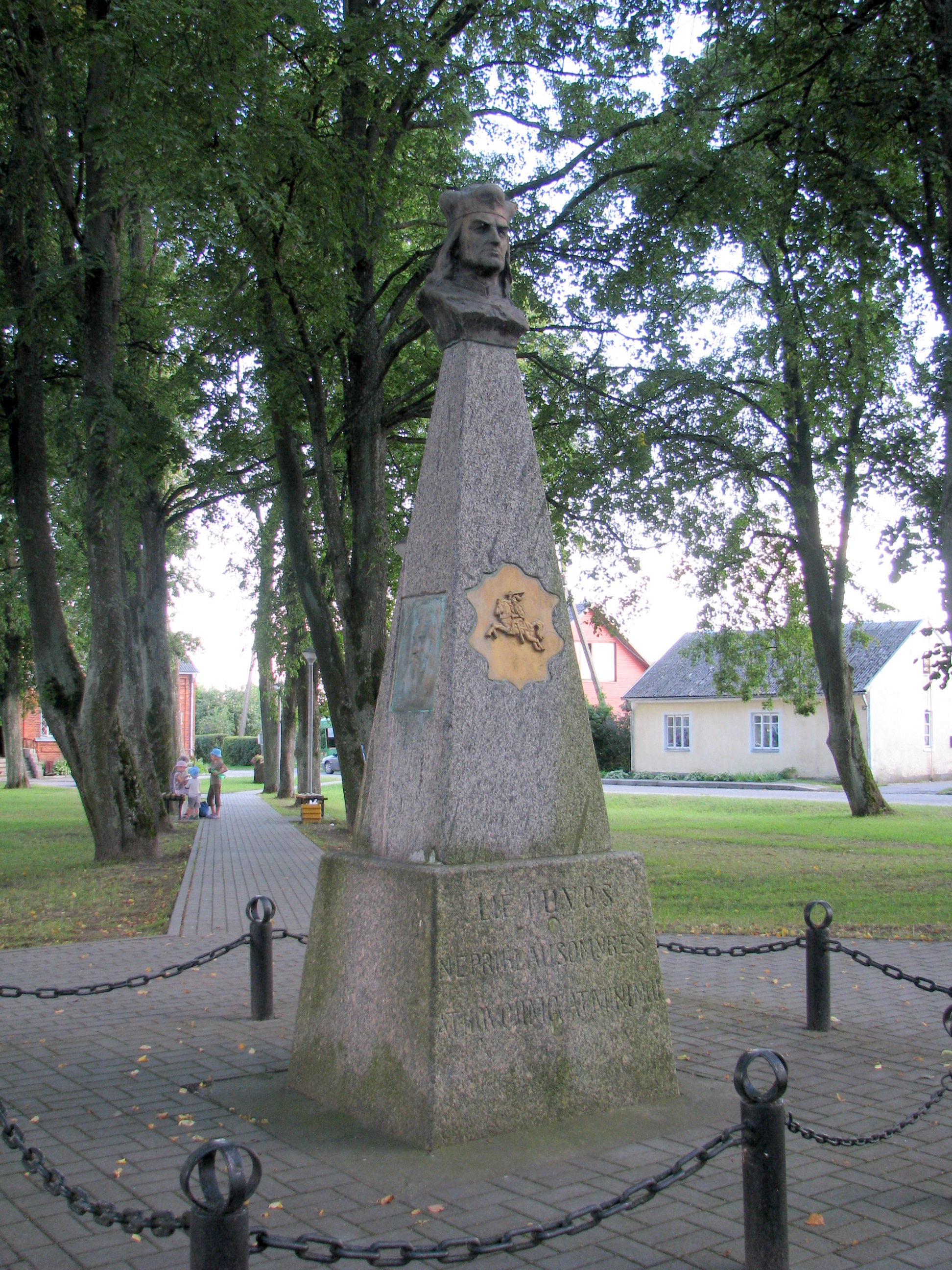
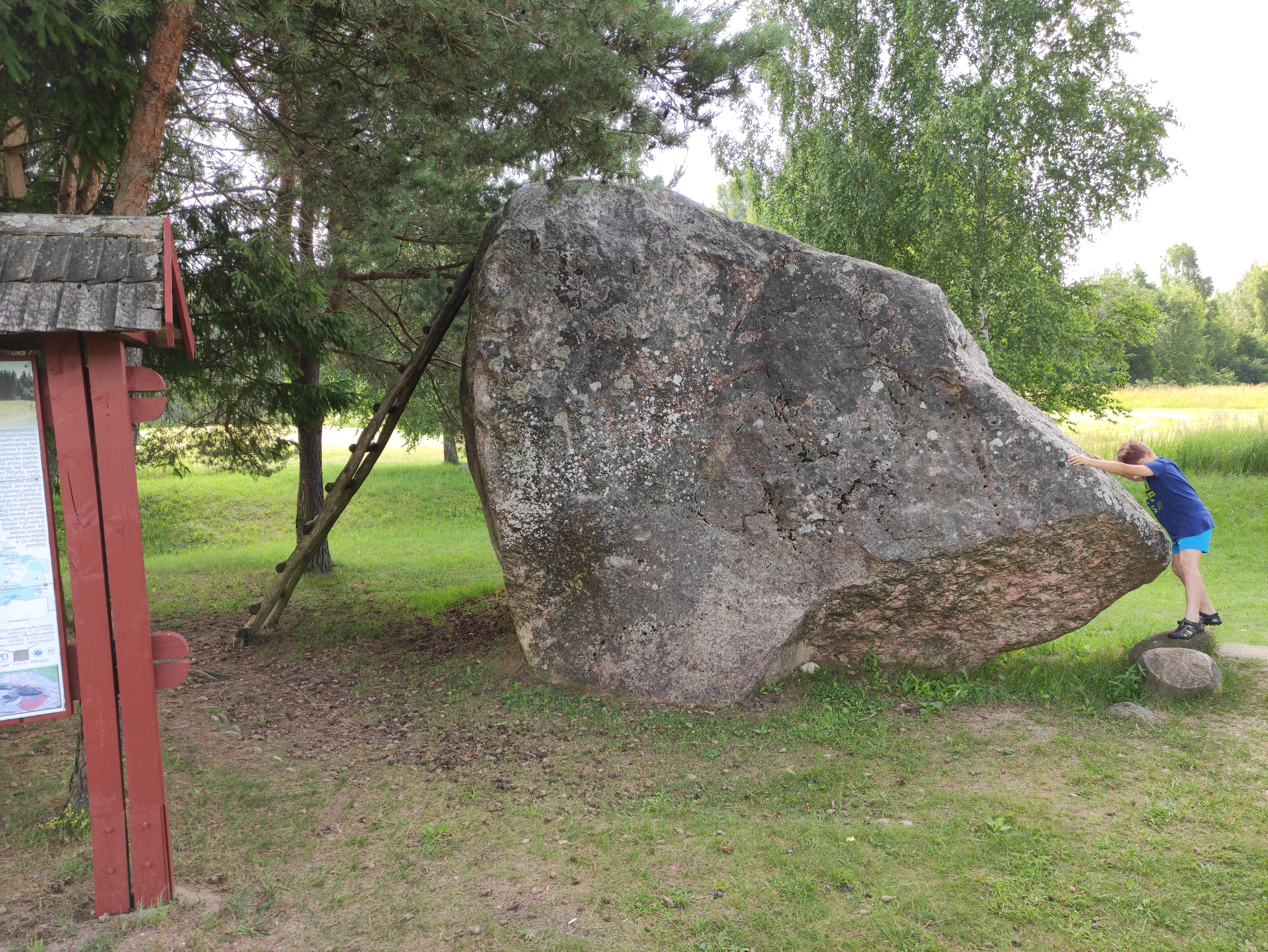